# Выбор (Доктор Хаус)
The Choice (рус. Выбор) — двадцатая по счёту серия 6-го сезона американского телесериала «Доктор Хаус». На телеканале «FOX» премьерный показ состоялся 3 мая 2010 года.

## Сюжет
Становится очевидным, что Хаус опять не может справляться с болью в ноге с ненаркотическими лекарствами. Он пытается решить проблему алкоголем. Уилсон обеспокоен сложившейся ситуацией. Он начинает платить команде Хауса, чтобы они проводили своё свободное время с Хаусом, чтобы не допустить глупостей с его стороны. На протяжении эпизода Хаус проводит своё свободное время с членами его бывшей и нынешней команды.
Команда Хауса принимает дело больного жениха (Адам Гарсия), который скрывает свои предыдущие отношения от невесты (Ева Амурри). Пока его невеста пытается получить ответы на вопросы, команда сужает круг возможных диагнозов. Оказывается, что у пациента раньше были гомосексуальные отношения и он проходил «курс лечения», чтобы иметь гетеросексуальную ориентацию. Во время лечения он получил черепно-мозговую травму, которая взаимодействовала с уже существующим гормональным дисбалансом. Пациент заявляет, что он выбрал жизнь, которую он собирается вести дальше, что он любит свою невесту и хочет жениться. Невеста в свою очередь говорит, что теперь не может сделать свой выбор и выйти за него замуж. Между тем Хаус проводит свой досуг вместе с коллегами из Принстон-Плейнсборо. В баре он вместе с Форманом и Чейзом поёт на караоке песню «Midnight Train to Georgia».
В конце эпизода Кадди предлагает Хаусу поужинать с ней. Она предлагает ему остаться друзьями. Хаус в свою очередь отвечает, что это последнее, чего бы он хотел, имея близкие отношения. В завершающей сцене Хаус снова выпивает.

## Критика
Зак Хэндлен оценил эпизод в 4 балла (из 5). По его мнению, сериал заметно изменился. В этом эпизоде чувствуются отношения между персонажами сериала. Он критикует актёрскую работу Адама Гарсии, однако игра Синтии Уотрос ему понравилась больше. Совместное времяпровождение Хауса и его команды заставило Зака полюбить персонажей сериала ещё больше.